# Choroba Seitelbergera
Choroba Seitelbergera, dziecięca dystrofia neuroaksonalna (ang. Seitelberger disease, Seitelberger’s neuroaxonal dystrophy, infantile neuroaxonal dystrophy, INAD) – rzadka, genetycznie uwarunkowana choroba demielinizacyjna charakteryzująca się rozsianym tworzeniem sferoidów, czyli dystroficznych aksonów. Klinicznie przypomina chorobę Hallervordena-Spatza i chorobę Pelizaeusa-Merzbachera.
Jednostkę chorobową opisał jako pierwszy austriacki neuropatolog Franz Seitelberger. Większość przypadków choroby wiąże się z mutacjami w genie PLA2G6 w locus 22q13.1 kodującym fosfolipazę.